# Ma Jianfei
Ma Jianfei (em chinês: 马剑飞; Guangzhou, 29 de julho de 1984) é um esgrimista chinês de florete que conquistou quatro medalhas em campeonatos mundiais: um ouro no mundial de 2011, duas pratas no mundial de 2014 e um bronze no mundial de 2015. Ele também ganhou cinco medalhas em copas do mundo (um ouro, uma prata e três bronzes) e duas medalhas em Jogos Asiáticos (um ouro e uma prata).

## Carreira
Ma Jianfei começou na esgrima em 1997, quando foi incentivado a experimentar o esporte pelo professor de educação física de sua escola primária. Em 2011, conquistou a medalha de bronze na etapa de Bonn da Copa do Mundo de Esgrima e, no mesmo ano, integrou a equipe chinesa de florete campeã no mundial de Catânia. Na ocasião, os chineses avançaram até a decisão derrotando respectivamente Ucrânia, Coreia do Sul, Polônia e França, Ma Jianfei foi essencial na conquista da medalha por ter derrotado a partida contra o francês Victor Sintès por doze toques a quatro.
Nos Jogos Olímpicos de Verão de 2012, em Londres, Ma Jianfei disputou ambos os eventos de florete. No individual, iniciou vencendo o mexicano Daniel Gómez e o russo Artur Akhmatkhuzin, mas foi derrotado nas quartas de finais pelo sul-coreano Choi Byung-chul, encerrando o evento em sete colocado. No evento por equipes, a China estreou com derrota para o Japão e disputou as demais classificações: após perder para a Rússia, os chineses derrotaram a França e conquistaram o sétimo lugar. Ele terminou a temporada de 2011–12 em terceiro lugar no ranking mundial.
Na temporada 2013-2014, Ma Jianfei venceu a etapa de Corunha da Copa do Mundo e o Grande Prêmio de Veneza. Ele também ganhou uma medalha de prata na Copa do Mundo de Bonn e uma medalha de bronze na Taça do Mundo Príncipe Takamado. Estes resultados o levaram ao primeiro lugar do ranking mundial em maio de 2014. No evento individual do mundial de Cazã, Ma venceu nas três primeiras rodadas o venezuelano César Bru, o francês Erwann Le Péchoux e o italiano Giorgio Avola; nas quartas e nas semifinais, ele venceu o checo Alexander Choupenitch e o russo Timur Safin, respectivamente, mas foi derrotado na decisão por Aleksey Cheremisinov, conquistando a medalha de prata. Por sua vez, no evento por equipes, integrou a equipe chinesa que chegou até a decisão derrotando Egito, Estados Unidos e Itália, mas na final foi amplamente dominada pela França e conquistou a prata. Nos Jogos Asiáticos de 2014, Ma Jianfei ganhou a medalha de ouro no evento individual e a prata por equipes.
No campeonato mundial de 2015, ele integrou novamente a equipe chinesa, desta vez conquistando o bronze. No ano seguinte, disputou as Olimpíadas do Rio de Janeiro; no evento individual, estreou vencendo o brasileiro Ghislain Perrier na segunda rodada, mas foi eliminado pelo seu compatriota Chen Haiwei. No evento por equipes, a equipe chinesa estreou perdendo para a França, mas venceram o Brasil e Grã-Bretanha, conquistando o quinto lugar.

## Conquistas
- Campeonatos mundiais:
  -  Florete por equipes: 2011
  -  Florete individual: 2014
  -  Florete por equipes: 2014
  -  Florete por equipes: 2015
- Jogos Asiáticos:
  -  Florete individual: 2014
  -  Florete por equipes: 2014